# Ceratophygadeuon pallicoxis
Ceratophygadeuon pallicoxis là một loài tò vò trong họ Ichneumonidae.